# Districtul Mangochi
Mangochi este un district  în   statul Malawi. Reședința sa este orașul Mangochi.